# Стапел
Стапел (на нидерландски: stapel; също и хелинг) е съоръжение за строеж на плавателни съдове и спускането им на вода, а също и за ремонт на съдове.
Постройката (сборката) на съда на стапела започва с неговото залагане. Като правило, сборката на съда на стапела се прави от вече готови блокове и секции, които вече са произведени в специализирани производствени цехове (възможността за изготвяне на блоковете и секциите „под покрив“ позволява да се повиши качеството им и да се съкрати времето за производство).
Едновременно със сборката на корпуса в него се поставя и голямогабаритното оборудване на кораба.
Процесът на постройка на плавателния съд завършва с неговото спускане на вода.
И така, стапел по определение се нарича построечно-спусково съоръжение, представляващо наклонена плоскост, на която се извършва постройката на съда. Спускането на вода се осъществява под действие на неговата собствена маса, за което наклоненият стапел се оборудва със спускови пътеки, по които на водещи греди се пързаля построеният съд. За осигуряването на плъзгането на гредите се нанася специална смазка или самите греди имат на триещите се повърхности специално покритие (например пластмаса), което да улеснява плъзгането. Има няколко вида наклонени стапели – надлъжни и напречни, стапел палуби, а също и други видове стапели.
Наклоненият стапел, както и стапелното място от всички останали типове, е снабден с подемно-транспортно оборудване (пристанищен кран или кулокран, или релсов кран), а също и инженерни мрежи за подаване на електроенергия, сгъстен въздух, газове, пара, вода и т.н. Недостатъци на наклонения стапел са: неуправляемия и неконтролируем спуск на съдовете, значителните сили, които действат при спускането на корпуса на съда и на спусковото устройство, невъзможност за нормално спускане на съда определени обстоятелства (ако смазочното покритие на водещите релси се загуби), необходимост да се строят съдовете в наклонено положение (само при надлъжно наклонените стапели), сложното им покриване с хелинги.

## Напречен стапел
Напречен стапел осигурява спускането на съда в направление, перпендикулярно на диаметралната му плоскост (страничен спуск). Съдът се строи в хоризонтално положение, което се постига с опорни устройства с различна височина по двата му борда. Наклонът на напречния наклонен стапел е от 1:5 до 1:12. Броят на спусковите пътеки е от 2 до 20. Напречния наклонен стапел няма осушаема част. Неговия праг може да бъде под водата, на нивото на водата и над водата. 
На напречния стапел има наклонени спускови пътеки, които се намират в една плоскост и са паралелни една на друга. В повечето напречни стапели се използват слипове.
Слип се нарича съоръжение, което има наклонена плоскост и хоризонтална площадка със стапелни места. Съдовете се строят и ремонтират на хоризонталната площадка, а спускането (а също и вдигането на съда за ремонт) става по наклонената плоскост.
На наклонената плоскост на слипа са положени релсови пътища (8), на всеки от тях има по една наклонна количка (1), която се мести нагоре и надолу чрез въже на тягова електролебедка (2).
Фиг.(1) >1 – наклонна количка, 2 – тягова електролебедка, 3 – подемен кран, 4 – стапелни колички, 5 – макари на електролебедката, 6 – колона, 11 – надлъжни и напречни релсови пътища, 7 – кейова бъчва, 8 – релсов път на наклонената част, 9 – централен пулт, 10 – електрораздатъчни табла
На хоризонталната площадка на стапела са положени надлъжни (отблъскващи, откатни) 6 и напречни (стапелни) 11 релсови пътища, по които на стапелните колички 4 се движат поставените съдове. Управлението на движението на наклонните и стапелните колички се осъществява от централния пост (пулт) 9, монтиран на специална вишка.
Преди спускането съдът се премества на стапелните колички по напречните релси до пресичането им с надлъжните. С помощта на хидравлически крикове стапелните колички се вдигат заедно със съда и рамите им се обръщат така, че колелата им да застанат на надлъжните пътеки на слипа. По тях съдъта се мести към наклонената част на слипа. Под съда се поднасят наклонните колички и с криковете се премества от стапелните колички на тях. С тяговите лебедки съдът се спуска във водата, след което с буксир се отвежда към достроечната стена, а наклонните колички се вдигат на наклонената плоскост на слипа.
Броят на спусковите колички е пет – шест и повече; при строителство на големи съдове броят им достига до 20.
Напречните стапели на слипа се обслужват от кулокранове, портални и железопътни кранове с товароподемност до 25 t, използвани за строеж и ремонт на речни и морски судове с дължина до 80 – 100 m.

## Надлъжен стапел
Надлъженият стапел осигурява спускането на съда по направление на неговата диаметрална плоскост. При това основната плоскост на строящия се на наклонения стапел съд е паралелна на плоскостта на стапела, която има постоянен наклон към акваторията на корабостроителницата от 1:12 до 1:24 (обикновено 1:21-7-1:24). На някои надлъжни наклонени стапели наклона е променлив, като прогресивно нараства с приближаването към водата. Числото на спусковите пътеки е 2 – 4. Спусковите пътеки на надлъжния наклонен стапел имат надводни и подводни части, наречени фундаменти. Техните подводни части се наричат праг на стапела. Подводната част на спусковите пътеки може да се осушава, поради което наклонения стапел в долната си част трябва да прилича на сух док с дъно, стени и главна част с врати (затвор).

## Стапел палуба
Стапел палубата е палуба на плаващ док, на който е направена килева пътека за поставянето на кораба в дока. Стапел палубата е една от най-важните части на плаващия док.
Фиг.(2)> 1 – кран; 2 – стапел палуба; 3 – кула; 4 – надстройка; 5 – преходен мостик; 6 – конзолна площадка (авандек); 7 – служебни и жилищни помещения
Плаващият док е плаващо корабоподемно съоръжение, което може да се движи по вертикала. За приемане на кораба докът се потапя, затова се поставя над определени дълбочини, в котловани, защитени от вълнение и вятър. Дължината на дока може да бъде малко по-малка от дължината на най-големия кораб, който е нарочен за докуване.
Плаващите докове се правят обикновено от железобетон, по-рядко са стоманени и имат товароподемност до 100 000 t. Плавучестта на дока се осигурява от неговата понтонна част. Понтоните отгоре са покрити със стапел палубата, на която има килева пътека от килблокове, и клетки, на които се поставят корабите. Здравината на конструкцията и допълнителната плавучест на дока се осигурява с наличието на две (рядко една) кули.